# Rodolfo Terlizzi
Rodolfo Terlizzi (Firenze, 17 ottobre 1896 – Firenze, 11 luglio 1971) è stato uno schermidore italiano, specializzato nel fioretto. Ha vinto una medaglia d'oro ed una d'argento nella scherma ai Giochi olimpici.
Tesserato per il Circolo Dilettanti di Scherma (oggi Circolo Scherma Firenze Raggetti), era allievo e nipote del maestro Roberto Raggetti.
Anche suo fratello minore Umberto Terlizzi (1900-1930) fu un celebre schermidore.

## Palmarès

### Risultati élite
In carriera ha ottenuto i seguenti risultati:
Giochi olimpici
Individuale
A squadre
- Oro nel fioretto ad Anversa 1920
- Argento nel fioretto a Los Angeles 1932

Mondiali
Individuale
A squadre
- Oro nel fioretto a Liegi 1930